# Arman Ter-Minasyan
Arman Ter-Minasyan (rusky: Арман Тер-Минасян; arménsky: Արման Տեր-Մինասյան; * 19. ledna 1992 Moskva) je ruský reprezentant ve sportovním lezení, juniorský vicemistr světa a juniorský mistr Ruska.
Jeho otec, horolezec a lékař Armen Ter-Minasyan (* 1962) pochází z Arménie a v Moskvě působí jako lékař ruské reprezentace sportovního lezení.

## Výkony a ocenění

### Závodní výsledky
| Mistrovství světa | Mistrovství světa | Mistrovství světa | Mistrovství světa | Mistrovství světa |
| Rok               | 2011              | 2012              | 2014              | 2016              |
| ----------------- | ----------------- | ----------------- | ----------------- | ----------------- |
| Obtížnost         | —                 | —                 | 47                | —                 |
| Bouldering        | 70                | 9                 | 49                | 47                |

| Světový pohár | Světový pohár | Světový pohár | Světový pohár | Světový pohár | Světový pohár | Světový pohár | Světový pohár | Světový pohár | Světový pohár | Světový pohár |
| Rok           | 2008          | 2009          | 2010          | 2011          | 2012          | 2013          | 2014          | 2015          | 2016          | 2018          |
| ------------- | ------------- | ------------- | ------------- | ------------- | ------------- | ------------- | ------------- | ------------- | ------------- | ------------- |
| Obtížnost     | x             | —             |               |               |               |               |               |               | 0             |               |
| jednotlivě*   | ,30,47,69,    | —             |               |               |               |               |               |               | ,48,          |               |
|               |               |               |               |               |               |               |               |               |               |               |
| Rychlost      | 0             | —             |               |               |               |               |               |               | —             |               |
| jednotlivě*   | ,33,          | —             |               |               |               |               |               |               | —             |               |
|               |               |               |               |               |               |               |               |               |               |               |
| Bouldering    | —             | 0             |               |               |               |               |               |               | 0             | 0             |
| jednotlivě*   | —             | ,59,          |               |               |               |               |               |               | ,85,          | ,75,          |
|               |               |               |               |               |               |               |               |               |               |               |
| Kombinace     | —             | —             |               |               |               |               |               |               |               |               |

* poznámka: nalevo jsou poslední závody v roce
| Mistrovství Evropy | Mistrovství Evropy | Mistrovství Evropy |
| Rok                | 2013               | 2015               |
| ------------------ | ------------------ | ------------------ |
| Obtížnost          | 40                 | 29                 |
| Rychlost           | 27                 | —                  |
| Bouldering         | 13                 | 35                 |

| Mistrovství světa juniorů | Mistrovství světa juniorů | Mistrovství světa juniorů | Mistrovství světa juniorů | Mistrovství světa juniorů | Mistrovství světa juniorů |
| Rok                       | 2006 kat. B               | 2007 kat. B               | 2008 kat. A               | 2009 kat. A               | 2010 junioři              |
| ------------------------- | ------------------------- | ------------------------- | ------------------------- | ------------------------- | ------------------------- |
| Obtížnost                 | 2                         | 6                         | 5                         | 7                         | 10                        |
| Rychlost                  | —                         | —                         | 11                        | 2                         | 3                         |

| Evropský pohár juniorů | Evropský pohár juniorů |
| Rok                    | 2006 kat. B            |
| ---------------------- | ---------------------- |
| Obtížnost              |                        |

| Mistrovství Ruska juniorů | Mistrovství Ruska juniorů |
| Rok                       | 2010 junioři              |
| ------------------------- | ------------------------- |
| Obtížnost                 | 1                         |
| Rychlost                  | 1                         |